# Independent Label Group
Independent Label Group era un sello discográfico estadounidense propiedad de Warner Music Group. La compañía se formó en 2006 como agrupación de varios sellos auxiliares de Warner, incluidos East West Records, Rykodisc y Cordless Recordings. Fuera de Estados Unidos, el sello fue distribuida por WEA International. En 2012 se fusionó con Alternative Distribution Alliance (ADA), otro sello de WMG. Fue establecido por Roger Gold como una forma de asociarse con sellos musicales independientes.